# Chromis pelloura
Chromis pelloura là một loài cá biển thuộc chi Chromis trong họ Cá thia. Loài này được mô tả lần đầu tiên vào năm 1982.

## Từ nguyên
Từ định danh pelloura được ghép bởi hai âm tiết trong tiếng Hy Lạp cổ đại: péllos (πέλλος; "tối sẫm") và ourā́ (οὐρά; "đuôi"), hàm ý đề cập đến màu xám đen trên vây đuôi của loài này.

## Phạm vi phân bố và môi trường sống
C. pelloura có phạm vi phân giới hạn ở phía bắc vịnh Aqaba (Biển Đỏ), thuộc vùng biển của Israel và Jordan, được quan sát và thu thập ở độ sâu khoảng 30–50 m.
C. pelloura đang có nguy cơ bị xếp vào Loài sắp nguy cấp vì môi trường sống của chúng tại nơi đây đang bị ô nhiễm do các hoạt động công nghiệp, cũng như vận chuyển của tàu thuyền và du lịch.

## Mô tả
C. pelloura có chiều dài cơ thể lớn nhất được ghi nhận là 14 cm. Cơ thể của C. pelloura có màu xám nhạt đến xanh lam xám với một đốm đen lớn ở gốc vây ngực. Cuống đuôi có một dải đen bao quanh. Vây đuôi màu xám đen.
Số gai ở vây lưng: 14; Số tia vây ở vây lưng: 13–14; Số gai ở vây hậu môn: 2; Số tia vây ở vây hậu môn: 12–13; Số tia vây ở vây ngực: 18–19; Số gai ở vây bụng: 1; Số tia vây ở vây bụng: 5; Số vảy đường bên: 15–17; Số lược mang: 26–31.

## Sinh thái học
Thức ăn của C. pelloura là động vật phù du. Cá đực có tập tính bảo vệ và chăm sóc trứng; trứng có độ dính và bám vào nền tổ.